# Mariusz Sacha
Mariusz Marcin Sacha (* 19. Juli 1987 in Bielsko-Biała) ist ein ehemaliger polnischer Fußballspieler, der vorrangig im rechten Mittelfeld spielte.

## Karriere

### Verein
Mariusz Sacha begann mit dem Fußballspielen in seiner Heimatstadt Bielsko-Biała bei SMS Bielsko-Biała. Im Sommer 2004 wechselte er zum Stadtrivalen und damaligen Zweitligisten Podbeskidzie Bielsko-Biała. Ab der Saison 2005/06 war er Stammspieler in der Mannschaft. Zur Rückrunde der Saison 2008/09 wechselte er zum Erstligisten KS Cracovia. Dort kam er zunächst nur im Reserveteam zum Einsatz, das in der separaten Nachwuchsliga Młoda Ekstraklasa spielte. Erst zu Beginn der Saison 2009/10 konnte er sich in der ersten Mannschaft etablieren. Nachdem er in der Saison 2010/11 seinem Stammplatz wieder verloren hatte und in der Rückrunde gar nicht mehr zum Einsatz gekommen war, kehrte Sacha im Juli 2011 zu seinem früheren Verein Podbeskidzie Bielsko-Biała zurück, der in die Ekstraklasa aufgestiegen war. Doch auch dort konnte er sich nicht dauerhaft durchsetzen. Daher wechselte er im Februar 2013 zum abstiegsbedrohten Zweitligisten Polonia Bytom. Den Abstieg konnte er jedoch nicht verhindern. Ein Jahr später ging er für sechs Monate zu Stal Stalowa Wola und danach spielte er noch bis zu seinem Karriereende 2015 beim Amateurklub LKS Drzewiarz Jasienica.

### Nationalmannschaft
Er stand 2006 im Kader der U-19-Nationalmannschaft von Polen bei der U-19 Fußball-Europameisterschaft und ein Jahr später spielte er bei der U-20-Fußball-Weltmeisterschaft 2007 für sein Land.